# Charis Kastanidis

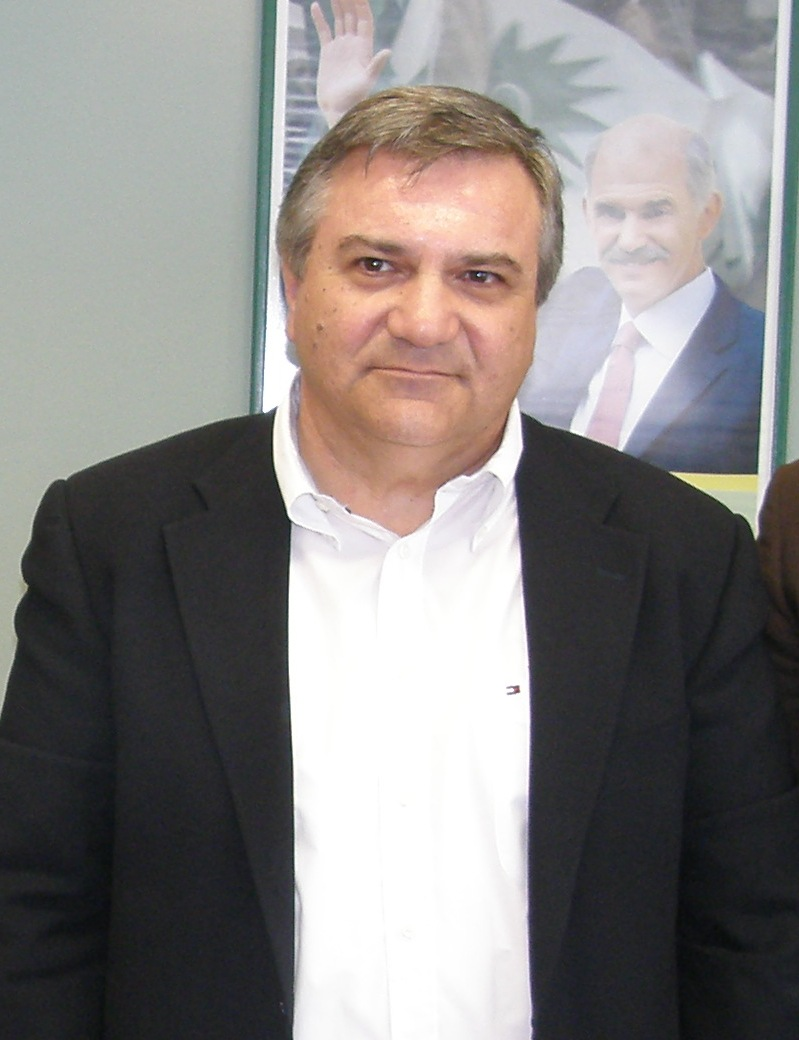
Charis Kastanidis (2009)

Charalambos (Charis) Kastanidis (griechisch Χαράλαμπος (Χάρης) Καστανίδης, * 1956 in Thessaloniki) ist ein griechischer Politiker. In der Regierung von Giorgos Andrea Papandreou war er seit Oktober 2009 Justizminister und ab Juni 2001 Innenminister.

## Leben
Kastanidis ist der Sohn des früheren Abgeordneten der Zentrumsunion Georgios Kastanidis, der während der griechischen Militärdiktatur verfolgt wurde, sich zeitweise im Exil befand und früh verstarb.
Charis Kastanidis studierte Jura an der Aristoteles-Universität Thessaloniki. Nach dem Zusammenbruch der Diktatur war er ein Aktivist der Studentenbewegung.
Kastanidis ist seit Oktober 1974 Mitglied der sozialdemokratischen PASOK. Seit 1981 vertritt er Thessaloniki als Abgeordneter im Griechischen Parlament. 1985–1986 wurde er im Alter von 29 Jahren Staatssekretär im Innenministerium und 1988 für kurze Zeit im Bildungsministerium Bildungsminister in der Regierung von Andreas Papandreou, 1995 stellvertretender Minister für Inneres in der letzten Regierung von Andreas Papandreou. 1996 bis 1997 Verkehrsminister in der Regierung Konstantinos Simitis, bis er nach Kritik des Regierungschefs im September 1997 zurücktrat. Während der zweiten Regierung Simitis war Kastanidis von Oktober 2001 bis Juli 2003 parlamentarischer Sprecher der PASOK und 2003/2004 Minister für Makedonien und Trakten.
Der im Oktober 2009 gewählte neue Ministerpräsident Giorgos Andrea Papandreou berief Kastanidis als Minister für Justiz, Transparenz und Menschenrechte in sein Kabinett.
Kastanidis ist verheiratet mit der Strafrechtsprofessorin Elisavet Symeonidou und hat zwei Töchter.